# Zawieszenie pojazdu

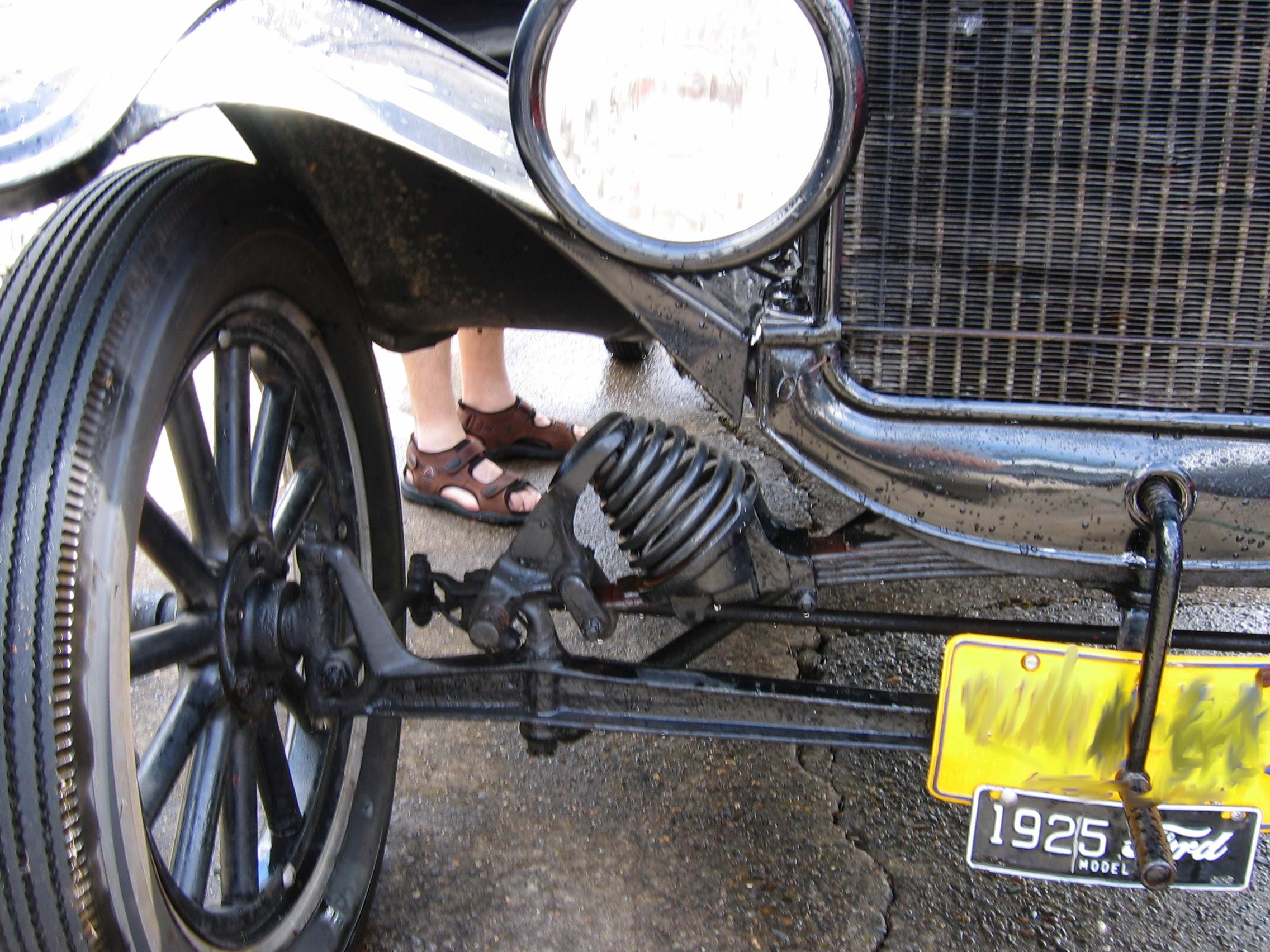
Przednie zawieszenie w zabytkowym Fordzie Model T

Zawieszenie pojazdu – zespół elementów łączących koła z resztą pojazdu. Zawieszenie przenosi siły powstające na styku koła z jezdnią na nadwozie. Zapewnia komfort jazdy oraz stateczność i sterowność pojazdu.
Zawieszenie jest częścią podwozia, a w jego skład wchodzą:
- elementy prowadzące koło – odpowiadają za prowadzenie, skok i geometrię zawieszenia – np. wahacz, drążek poprzeczny (np. drążek Panharda) lub wzdłużny,
- elementy resorujące (np. resor piórowy lub sprężyna śrubowa),
- elementy tłumiące (amortyzator).

Ze względu na budowę zawieszenie dzielimy na:
- zależne – ruch jednego koła danej osi wpływa na drugie koło (np. sztywny most na resorach piórowych),
- niezależne – ruch jednego koła danej osi nie wpływa na drugie koło (np. kolumna MacPhersona),
- półzależne – ruch jednego koła danej osi w niewielkim stopniu wpływa na drugie koło (np. zawieszenia z belką skrętną lub resor piórowy poprzeczny).